# Pola de Somiedo
Pola de Somiedo (La Pola Somiedo en asturiano y oficialmente) es una parroquia del concejo de Somiedo, en el Principado de Asturias (España) y una villa de dicha parroquia. La villa es la capital del concejo.
La parroquia tenía una población empadronada de 219 habitantes (INE 2015) en 114 viviendas. Ocupa una extensión de 19 km². Se celebra la festividad de El Rosario. Su templo parroquial está dedicado a San Pedro.
En 1786 Pola de Somiedo fue visitada por el escritor e investigador inglés Joseph Townsend. En su libro Viaje por España en la época de Carlos III (1786-1787), este escritor narra lo siguiente:

[...] rodeada por unos ochenta acres de húmedas praderas, encerrada entre peñas calizas  de extraordinaria altura y asentada sobre una pequeña eminencia, se encuentra La Pola de Somiedo, una aldea de veintiuna casas. Si Shakespeare hubiera pasado por aquí, su imaginación jamás habría prestado atención a los acantilados de Dover. La aldea, los prados, el riachuelo, las altas montañas desnudas y casi perpendiculares o con sus laderas cubiertas de bosques, las cabras saltando de roca en roca y el ganado pastando apaciblemente más abajo se aúnan para formar un conjunto magnífico.

## Demografía

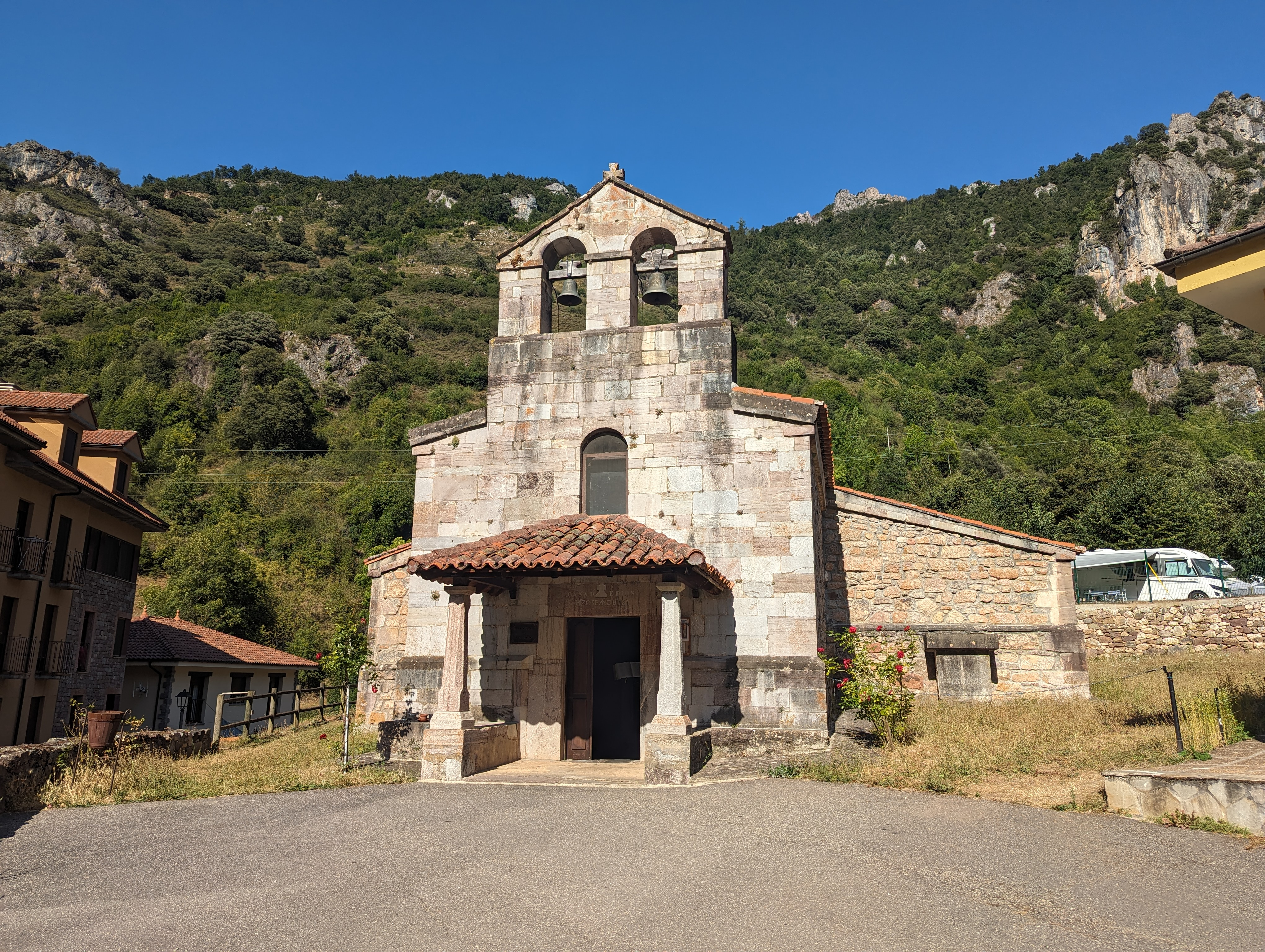
Iglesia de San Pedro

Según el nomenclátor de 2015 la parroquia comprende la villa de Pola de Somiedo (La Pola Somiedo), capital municipal, y los lugares de Castro (Castru) y Pineda.

## Fundación de La Pola
Surgió este enclave en 1269 por decisión real. Alfonso X promocionó e impulsó la creación de pueblas o polas y una de ellas fue la de Somiedo.

## SigloXXI
La villa es la capital del concejo de Somiedo y como tal acoge la sede del parque natural. A la salida del pueblo y en dirección a Urria se encuentra La Casa del Oso, muy interesante en su tema.